# Torneo de Múnich
El Torneo de Múnich (oficialmente BMW Open) es un torneo profesional de tenis que se celebra cada año en el mes de mayo en Múnich, Alemania. Este torneo forma parte del calendario profesional de la ATP y corresponde a la serie ATP 500. Viene celebrándose desde 1974 sobre tierra batida. Forma parte de la gira europea de tierra previo al Torneo de Roland Garros.
Los jugadores que más veces han ganado este torneo son los alemanes Philipp Kohlschreiber y Alexander Zverev en 3 ocasiones. Le siguen los argentinos Guillermo Vilas, Guillermo Pérez-Roldán, Franco Squillari, el español Manuel Orantes, el ruso Nikolay Davydenko y el danés Holger Rune en 2 ocasiones cada uno.

## Historia
En 1899, la primera edición del torneo la organizó el club de tenis Münchner Tennis- und Turnierclub (MTTC) Iphitos, que fue el primer club de tenis de Múnich fundado en 1892 por estudiantes.El club sólo contaba con canchas de césped, por lo que la primera edición se jugó sobre esa superficie. El torneo se fundó como un evento combinado masculino y femenino, hasta 1973, cuando se suspendió el torneo femenino. A partir de 1969, el torneo también se denominó Bavarian Open.
La pista central del MTTC se encuentra en Aumeisterweg desde 1930 y tiene capacidad para 5.600 personas. El torneo ha ofrecido premios en metálico desde 1970, cuando los premios totales ascendieron a 20.000 dólares. A partir de 2025, este torneo pasará a ser un evento de nivel ATP 500.

## Palmarés

### Individual masculino
| Año  | Campeón                                   | Subcampeón                                | Resultado                                 |
| ---- | ----------------------------------------- | ----------------------------------------- | ----------------------------------------- |
| 1974 | Jürgen Fassbender                         | François Jauffret                         | 6-2, 5-7, 6-1, 6-4                        |
| 1975 | Guillermo Vilas                           | Karl Meiler                               | 2-6, 6-0, 6-2, 6-3                        |
| 1976 | Manuel Orantes                            | Karl Meiler                               | 6-1, 6-4, 6-1                             |
| 1977 | Zeljko Franulović                         | Víctor Pecci Sr.                          | 6-1, 6-1, 6-7, 7-5                        |
| 1978 | Guillermo Vilas                           | Buster Mottram                            | 6-1, 6-3, 6-3                             |
| 1979 | Manuel Orantes                            | Wojtek Fibak                              | 6-3, 6-2, 6-4                             |
| 1980 | Rolf Gehring                              | Christoph Freyss                          | 6-2, 0-6, 6-2, 6-2                        |
| 1981 | Chris Lewis                               | Christophe Roger-Vasselin                 | 4-6, 6-2, 2-6, 6-1, 6-1                   |
| 1982 | Gene Mayer                                | Peter Elter                               | 3-6, 6-3, 6-2, 6-1                        |
| 1983 | Tomáš Šmíd                                | Joakim Nyström                            | 6-0, 6-3, 4-6, 2-6, 7-5                   |
| 1984 | Libor Pimek                               | Gene Mayer                                | 6-4, 4-6, 7-6, 6-4                        |
| 1985 | Joakim Nyström                            | Hans Schwaier                             | 6-1, 6-0                                  |
| 1986 | Emilio Sánchez Vicario                    | Ricki Osterthun                           | 6-1, 6-3                                  |
| 1987 | Guillermo Pérez-Roldán                    | Marian Vajda                              | 6-3, 7-6                                  |
| 1988 | Guillermo Pérez-Roldán                    | Jonas Svensson                            | 7-5, 6-3                                  |
| 1989 | Andréi Chesnokov                          | Martin Střelba                            | 5-7, 7-6, 6-2                             |
| 1990 | Karel Nováček                             | Thomas Muster                             | 6-4, 6-2                                  |
| 1991 | Magnus Gustafsson                         | Guillermo Pérez-Roldán                    | 3-6, 6-3, 4-3, ret.                       |
| 1992 | Magnus Larsson                            | Petr Korda                                | 6-4, 4-6, 6-1                             |
| 1993 | Ivan Lendl                                | Michael Stich                             | 7-6(2), 6-3                               |
| 1994 | Michael Stich                             | Petr Korda                                | 6-2, 2-6, 6-3                             |
| 1995 | Wayne Ferreira                            | Michael Stich                             | 7-5, 7-6(6)                               |
| 1996 | Sláva Doseděl                             | Carlos Moyá                               | 6-4, 4-6, 6-3                             |
| 1997 | Mark Philippoussis                        | Àlex Corretja                             | 7-6(3), 1-6, 6-4                          |
| 1998 | Thomas Enqvist                            | Andre Agassi                              | 6-7(4), 7-6(6), 6-3                       |
| 1999 | Franco Squillari                          | Andrei Pavel                              | 6-4, 6-3                                  |
| 2000 | Franco Squillari                          | Tommy Haas                                | 6-4, 6-4                                  |
| 2001 | Jiří Novak                                | Anthony Dupuis                            | 6-4, 7-5                                  |
| 2002 | Younes El Aynaoui                         | Rainer Schüttler                          | 6-4, 6-4                                  |
| 2003 | Roger Federer                             | Jarkko Nieminen                           | 6-1, 6-4                                  |
| 2004 | Nikolay Davydenko                         | Martin Verkerk                            | 6-4, 7-5                                  |
| 2005 | David Nalbandian                          | Andrei Pavel                              | 6-4, 6-1                                  |
| 2006 | Olivier Rochus                            | Kristof Vliegen                           | 6-4, 6-2                                  |
| 2007 | Philipp Kohlschreiber                     | Mijaíl Yuzhny                             | 2-6, 6-3, 6-4                             |
| 2008 | Fernando González                         | Simone Bolelli                            | 7-6(4), 6-7(4), 6-3                       |
| 2009 | Tomáš Berdych                             | Mijaíl Yuzhny                             | 6-4, 4-6, 7-6(5)                          |
| 2010 | Mijaíl Yuzhny                             | Marin Čilić                               | 6-3, 4-6, 6-4                             |
| 2011 | Nikolay Davydenko                         | Florian Mayer                             | 6-3, 3-6, 6-1                             |
| 2012 | Philipp Kohlschreiber                     | Marin Čilić                               | 7-6(8), 6-3                               |
| 2013 | Tommy Haas                                | Philipp Kohlschreiber                     | 6-3, 7-6(3)                               |
| 2014 | Martin Kližan                             | Fabio Fognini                             | 2-6, 6-1, 6-2                             |
| 2015 | Andy Murray                               | Philipp Kohlschreiber                     | 7-6(4), 5-7, 7-6(4)                       |
| 2016 | Philipp Kohlschreiber                     | Dominic Thiem                             | 7-6(7), 4-6, 7-6(4)                       |
| 2017 | Alexander Zverev                          | Guido Pella                               | 6-4, 6-3                                  |
| 2018 | Alexander Zverev                          | Philipp Kohlschreiber                     | 6-3, 6-3                                  |
| 2019 | Christian Garín                           | Matteo Berrettini                         | 6-1, 3-6, 7-6(1)                          |
| 2020 | No disputado por la pandemia del COVID-19 | No disputado por la pandemia del COVID-19 | No disputado por la pandemia del COVID-19 |
| 2021 | Nikoloz Basilashvili                      | Jan-Lennard Struff                        | 6-4, 7-6(5)                               |
| 2022 | Holger Rune                               | Botic van de Zandschulp                   | 3-4, ret.                                 |
| 2023 | Holger Rune                               | Botic van de Zandschulp                   | 6-3, 1-6, 7-6(3)                          |
| 2024 | Jan-Lennard Struff                        | Taylor Fritz                              | 7-5, 6-3                                  |
| 2025 | Alexander Zverev                          | Ben Shelton                               | 6-2, 6-4                                  |

### Dobles masculino
| Año  | Campeones                                 | Subcampeones                              | Resultado                                 |
| ---- | ----------------------------------------- | ----------------------------------------- | ----------------------------------------- |
| 1974 | Antonio Muñoz Manuel Orantes              | Jürgen Fassbender Hans-Jürgen Pohmann     | 2-6, 6-4, 7-6, 6-2                        |
| 1975 | Wojtek Fibak Jan Kodeš                    | Milan Holeček Karl Meiler                 | 7-5, 6-3                                  |
| 1976 | Juan Gisbert Manuel Orantes               | Jürgen Fassbender Hans-Jürgen Pohmann     | 1-6, 6-3, 6-2, 2-3, ret.                  |
| 1977 | František Pala Balázs Taróczy             | Nikki Spear John Whitlinger               | 6-3, 6-4                                  |
| 1978 | Ion Ţiriac Guillermo Vilas                | Jürgen Fassbender Tom Okker               | 3-6, 6-4, 7-6                             |
| 1979 | Wojtek Fibak Tom Okker                    | Jürgen Fassbender Jean-Louis Haillet      | 7-6, 7-5                                  |
| 1980 | Heinz Günthardt Bob Hewitt                | David Carter Chris Lewis                  | 7-6, 6-1                                  |
| 1981 | David Carter Paul Kronk                   | Eric Fromm Shlomo Glickstein              | 6-3, 6-4                                  |
| 1982 | Chip Hooper Mel Purcell                   | Tian Viljoen Danie Visser                 | 6-4, 7-6                                  |
| 1983 | Chris Lewis Pavel Složil                  | Anders Järryd Tomáš Šmíd                  | 6-4, 6-2                                  |
| 1984 | Boris Becker Wojtek Fibak                 | Eric Fromm Florin Segărceanu              | 6-4, 4-6, 6-1                             |
| 1985 | Mark Edmondson Kim Warwick                | Sergio Casal Emilio Sánchez               | 4-6, 7-5, 7-5                             |
| 1986 | Sergio Casal Emilio Sánchez               | Broderick Dyke Wally Masur                | 6-3, 4-6, 6-3                             |
| 1987 | Jim Pugh Blaine Willenborg                | Sergio Casal Emilio Sánchez               | 7-6, 4-6, 6-4                             |
| 1988 | Rick Leach Jim Pugh                       | Alberto Mancini Christian Miniussi        | 7-6, 6-1                                  |
| 1989 | Javier Sánchez Balázs Taróczy             | Peter Doohan Laurie Warder                | 7-6, 6-3                                  |
| 1990 | Udo Riglewski & Michael Stich             | Petr Korda & Tomáš Šmíd                   | 6-1, 6-4                                  |
| 1991 | Patrick Galbraith Todd Witsken            | Anders Jarryd Dannie Visser               | 7-5, 6-4                                  |
| 1992 | David Adams Menno Oosting                 | Tomas Anzari Carl Limberger               | 3-6, 7-5, 6-3                             |
| 1993 | Martin Damm Henrik Holm                   | Karel Novacek Carl-Uwe Steeb              | 6-0, 3-6, 7-5                             |
| 1994 | Yevgeny Kafelnikov David Rikl             | Boris Becker Petr Korda                   | 7-6, 7-5                                  |
| 1995 | Trevor Kronemann David Macpherson         | Luis Lobo Javier Sánchez                  | 6-3, 6-4                                  |
| 1996 | Lan Bale Stephen Noteboom                 | Olivier Delaitre Diego Nargiso            | 4-6, 7-6, 6-4                             |
| 1997 | Pablo Albano Álex Corretja                | Karsten Braasch Jens Knippschild          | 3-6, 7-5, 6-2                             |
| 1998 | Todd Woddbridge Mark Woodforde            | Joshua Eagle Andrew Florent               | 6-0, 6-3                                  |
| 1999 | Daniel Orsanic Mariano Puerta             | Massimo Bertolini Cristian Brandi         | 7-6, 3-6, 7-6                             |
| 2000 | David Adams John-Laffnie de Jager         | Max Mirnyi Nenad Zimonjić                 | 6-4, 6-4                                  |
| 2001 | Petr Luxa Radek Štěpánek                  | Jaime Oncins Daniel Orsanic               | 5-7, 6-2, 7-6(5)                          |
| 2002 | Petr Luxa Radek Štěpánek                  | Petr Pála Pavel Vízner                    | 6-0, 6-7(4), [11-9]                       |
| 2003 | Wayne Black Kevin Ullyett                 | Joshau Eagle Jared Palmer                 | 6-3, 7-5                                  |
| 2004 | James Blake Mark Merklein                 | Julian Knowle Nenad Zimonjić              | 6-2, 6-4                                  |
| 2005 | Mario Ančić Julian Knowle                 | Florian Mayer Alexander Waske             | 6-3, 1-6, 6-3                             |
| 2006 | Andrei Pavel Alexander Waske              | Alexander Peya Björn Phau                 | 6-4, 6-2                                  |
| 2007 | Philipp Kohlschreiber Mijaíl Yuzhny       | Jan Hájek Jaroslav Levinsky               | 6-1, 6-4                                  |
| 2008 | Michael Berrer Rainer Schuettler          | Scott Lipsky David Martin                 | 7-5, 3-6, [10-8]                          |
| 2009 | Jan Hernych Ivo Minar                     | Ashley Fisher Jordan Kerr                 | 6-4, 6-4                                  |
| 2010 | Oliver Marach Santiago Ventura            | Eric Butorac Michael Kohlmann             | 5-7, 6-3, [16-14]                         |
| 2011 | Simone Bolelli Horacio Zeballos           | Andreas Beck Christopher Kas              | 7-6(3), 6-4                               |
| 2012 | František Čermák Filip Polášek            | Xavier Malisse Dick Norman                | 6-4, 7-5                                  |
| 2013 | Jarkko Nieminen Dmitry Tursunov           | Marcos Baghdatis Eric Butorac             | 6-1, 6-4                                  |
| 2014 | Jamie Murray John Peers                   | Colin Fleming Ross Hutchins               | 6-4, 6-2                                  |
| 2015 | Alexander Peya Bruno Soares               | Alexander Zverev Mischa Zverev            | 4-6, 6-1, [10-5]                          |
| 2016 | Henri Kontinen John Peers                 | Juan Sebastián Cabal Robert Farah         | 6-3, 3-6, [10-7]                          |
| 2017 | Juan Sebastián Cabal Robert Farah         | Jérémy Chardy Fabrice Martin              | 6-3, 6-3                                  |
| 2018 | Ivan Dodig Rajeev Ram                     | Nikola Mektić Alexander Peya              | 6-3, 7-5                                  |
| 2019 | Frederik Nielsen Tim Puetz                | Marcelo Demoliner Divij Sharan            | 6-4, 6-2                                  |
| 2020 | No disputado por la pandemia del COVID-19 | No disputado por la pandemia del COVID-19 | No disputado por la pandemia del COVID-19 |
| 2021 | Wesley Koolhof Kevin Krawietz             | Sander Gillé Joran Vliegen                | 4-6, 6-4, [10-5]                          |
| 2022 | Kevin Krawietz Andreas Mies               | Rafael Matos David Vega Hernández         | 4-6, 6-4, [10-7]                          |
| 2023 | Alexander Erler Lucas Miedler             | Kevin Krawietz Tim Puetz                  | 6-3, 6-4                                  |
| 2024 | Yuki Bhambri Albano Olivetti              | Andreas Mies Jan-Lennard Struff           | 7-6(6), 7-6(5)                            |
| 2025 | André Göransson Sem Verbeek               | Kevin Krawietz Tim Puetz                  | 6-4, 6-4                                  |